# 由布院町
由布院町（ゆふいんまち）は、大分県大分郡にあった町。現在の由布市の一部にあたる。

## 地理
由布岳西南麓の由布院盆地に位置していた。

## 歴史
- 1889年（明治22年）4月1日、町村制の施行により、速見郡北由布村、南由布村が発足[3]。
- 1936年（昭和11年）4月1日、上記2村が合併して由布院村が発足[1][2]。川上、川北、塚原、川南、中川、川西の6大字を編成[2]。
- 1948年（昭和23年）1月1日、町制施行して由布院町となる[1][2]。
- 1950年（昭和25年）1月1日、所属郡が大分郡に変更[1][2]。
- 1955年（昭和30年）2月1日、大分郡湯平村と合併し、湯布院町を新設して廃止された[1][2]。

## 産業
- 農業、牧畜、由布院温泉、塚原温泉[2]